# Ty Detmer
Ty Hubert Detmer (San Marcos, 30 ottobre 1967) è un ex giocatore di football americano statunitense che ha giocato nel ruolo di quarterback per dodici stagioni nella National Football League (NFL). Fu scelto nel corso del nono giro (230º assoluto) del Draft NFL 1992 dai Green Bay Packers. Al college ha giocato a football alla Brigham Young University, superando diversi record NCAA e vincendo l'Heisman Trophy nel 1990.

## Carriera professionistica

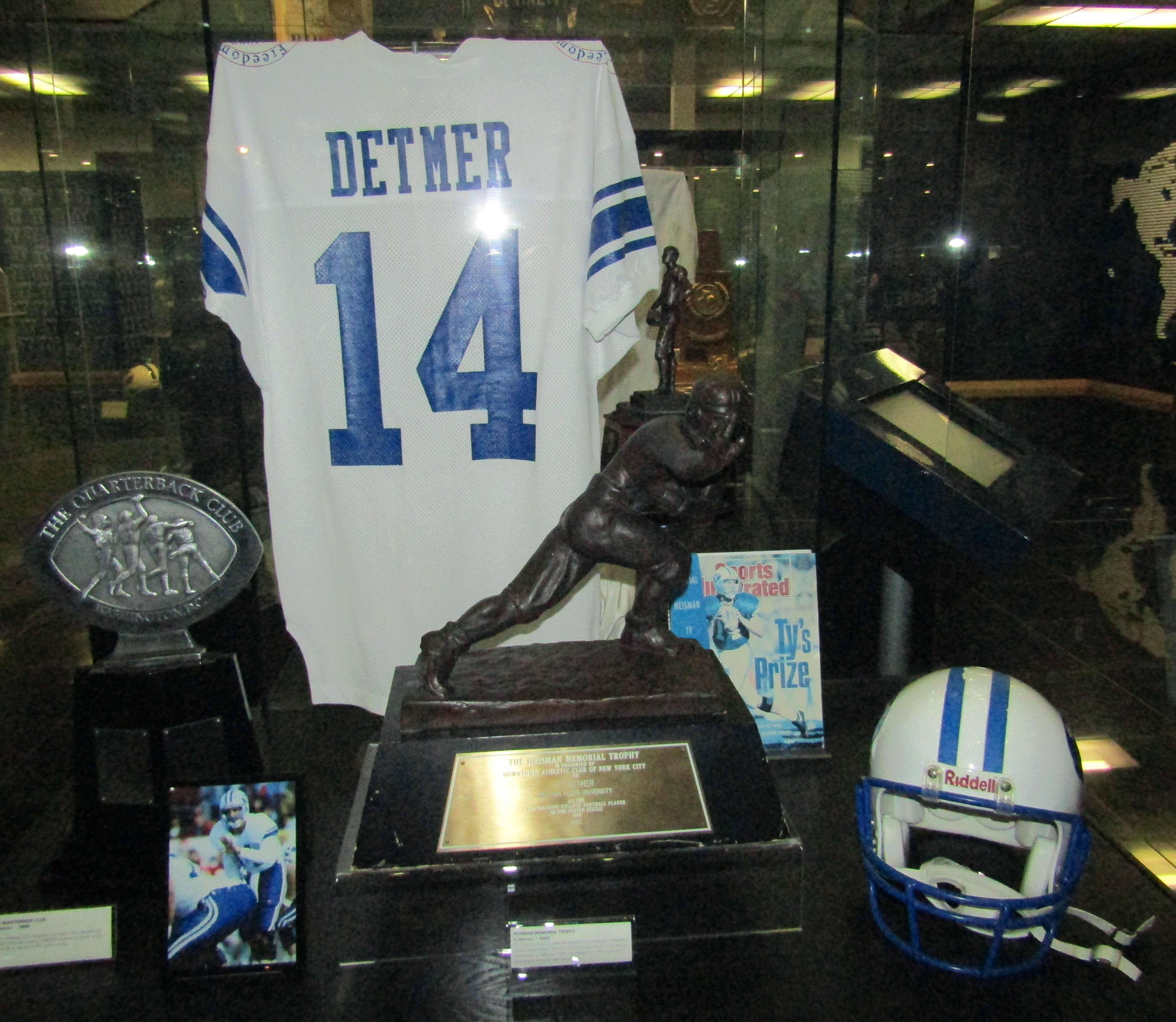
L'Heisman Trophy e l'uniforme di Detmer alla Brigham Young University

### Green Bay Packers
Malgrado i suoi successi a BYU, molti analisti ritennero che Detmer fosse troppo piccolo per giocare come quarterback nella NFL. I Green Bay Packers lo scelsero nel nono giro del Draft 1992, rimanendovi per quattro stagioni e disputando solo sette partite come riserva di Brett Favre.

### Philadelphia Eagles
Detmer trovò maggiori occasioni per scendere in campo dopo aver firmato come free agent coi Philadelphia Eagles nel 1996. Dopo che Rodney Peete si infortunò a un ginocchio, Detmer divenne il quarterback titolare della squadra, vincendo tutte le sue prime quattro gare alla guida della squadra. Nella sua prima partita come titolare contro i New York Giants, Detmer completò 18 passaggi su 33 per 170 yard senza intercetti nella vittoria 19-10. Nella sua seconda partenza come titolare lanciò quattro passaggi da touchdown (tutti per Irving Fryar) contro i Miami Dolphins. La settimana successiva passò un primato in carriera di 342 yard contro i Carolina Panthers. Nella settimana 4 passò 217 yard, un touchdown e segnò il primo TD su corsa della carriera contro i Dallas Cowboys. Fu la prima vittoria degli Eagles su Dallas dal 1991 e Detmer fu premiato come giocatore della settimana. Qualche settimana dopo, Detmer e gli Eagles conclusero una striscia di tre sconfitte consecutive battendo i Giants per 24–0, in cui Ty lanciò tre touchdown. In quella stagione, Detmer passò per 2.911 yard e 15 touchdown e il suo 80,8 di passer rating fu il quarto della NFC. Gli Eagles ebbero un record di 7–4 era il loro titolare nel 1996, sufficiente per qualificarsi ai playoff. La stagione successiva, Detmer condivise il ruolo di quarterback con Rodney Peete e Bobby Hoying.

### San Francisco 49ers
Detmer lasciò Philadelphia nel 1998 e si unì ai San Francisco 49ers come riserva di Steve Young. Vi trascorse un'unica stagione e nella sua unica gara come titolare passò 276 yard e 3 touchdown nella vittoria per 25-23.

### Cleveland Browns
Detmer fu scambiato coi Cleveland Browns nel 1999 per fare da mentore al quarterback rookie Tim Couch. Detmer iniziò la prima gara della stagione come titolare, poi giocò come riserva fino a che Couch si infortunò a un piede nella settimana 15. Partì come titolare nell'ultima gara della stagione. Nella stagione 2000 non scese mai in campo a causa di un infortunio al tendine d'Achille.

### Detroit Lions
Detmer trascorse tre stagioni (2001-2003) coi Detroit Lions dove giocò quattro gare come titolare nella stagione 2001. La prima partenza come titolare fu disastrosa: lanciò sette intercetti contro i Browns, la seconda cifra della storia della NFL (alla pari con altri sette giocatori). Successivamente fu sostituito come titolare ma lo tornò nelle ultime due gare della stagione. Stabilì i propri primati per passaggi tentati (50) e completati (31) contro i Chicago Bears, terminando con 303 yard passate. Chiuse la stagione con 242 yard e 2 touchdown contro i Cowboys.

### Atlanta Falcons
Detmer trascorse la stagioni 2004 e 2005 con gli Atlanta Falcons, senza scendere mai in campo, chiuso da Michael Vick e Matt Schaub.

## Palmarès
- Heisman Trophy (1990)
- Maxwell Award (1990)
- (2) Davey O'Brien Award (1990, 1991)
- College Football Hall of Fame

## Statistiche
| Partite totali      | 54    |
| Partite da titolare | 25    |
| Yard lanciate       | 6.351 |
| Touchdown           | 34    |
| Intercetti subiti   | 35    |
| Passer rating       | 74,7  |